# Radek Steska
Radek Steska (* 4. července 1963 Zlín) je kreslíř, karikaturista a ilustrátor. Je členem České unie karikaturistů (ČUK) a volného výtvarného sdružení Valašský názor.

## Dílo

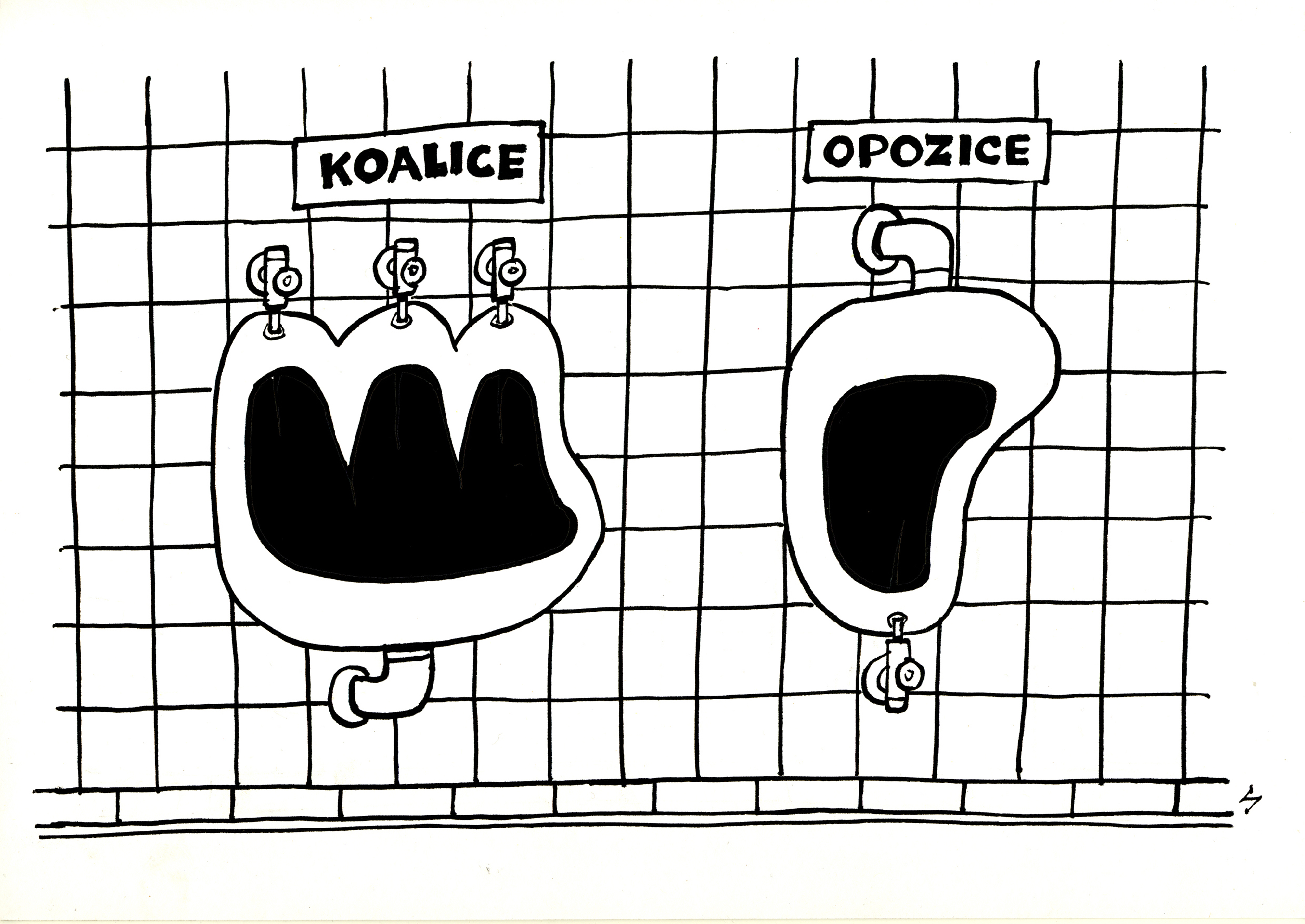
Poslanecké pisoáry

Radek Steska začal s kreslením vtipných obrázků v roce 1986, kdy absolvoval vojenskou službu. Brzy po zveřejnění jeho prvního kresleného vtipu se počátkem roku 1990 v Československu uvolnily poměry a vznikl velký prostor pro kreslené vtipy v periodickém tisku. Byl to např. nový humoristický měsíčník ŠKRT, týdeník KUK a taky Nový dikobraz. Tyto časopisy plnili svými vtipy členové nově založeného sdružení Česká unie karikaturistů, do kterého vstoupil Radek Steska hned v roce 1990. Mimo to posílal vtipy třeba do rubriky Zlatá mříž v Mladé frontě. Po zániku výše uvedených humoristických časopisů publikoval v měsíčníku Trnky-Brnky, v křížovkářských časopisech Křížem-Krážem, od roku 2013 publikuje v měsíčníku Sorry, od roku 2018 se jeho kreslené vtipy objevují v dvouměsíčníku Tapír.
Věnuje se rovněž ilustrování. Jeho kresby doprovází programy abonentního cyklu Bacha na Mozarta souboru Czech Ensemble Baroque, zabývající se vážnou hudbou hlavně období baroka. Ilustruje knihy, např. spolupracuje s Janem Šulou, kterému ilustroval osm knih (stav k polovině roku 2023) o české historii, českých a světových hudebnících a českých výtvarnících.
V edici Galerie kresleného humoru vydal knížku svých kreslených vtipů a humorné poezie Průvodce životem (1996). Jeho kreslené vtipy byly rovněž publikovány v knihách Hlavně, že jsme zdraví! (1999), Prazdroj českého kresleného humoru: Encyklopedie českých karikaturistů (2005) a Velká kniha českého humoru (2020).
Vedle kreslených vtipů ho velmi oslovuje i portrétní karikatura, což potvrzují nejen podobizny umělců ve vydaných knihách, ale i podobizny českých a světových politiků publikované v periodickém tisku.
Pravidelně obesílá domácí i mezinárodní soutěže kresleného humoru a účastní se společných výstav, pořádaných Českou unií karikaturistů, a výstav posoutěžních. V soutěžích kresleného humoru získal řadu ocenění. V roce 1990 vyhrál soutěž ČUK a týdeníku KUK "Prachy za všechny prachy". Nejúspěšnější byl v tradiční soutěži ve východoslovenském Prešově, kam posílá své vtipy na téma Pivo od roku 1996. Hlavní cenu Golden Keg v mezinárodním klání Zlatý súdok si odvezl ze Slovenska v roce 2001. Už o rok dříve v mezinárodní soutěži v moravském Šternberku převzal Cenu ředitele pivovaru Litovel. Kromě několika dalších ocenění v Prešově měl vícekrát úspěch i na Gastronomických groteskách ve Znojmě. V letech 2007 i 2009 to bylo vždy 1. místo. A také tuzemský Ekofór mu přinesl 1. místo – ve dvou kategoriích v roce 2007 a v jedné kategorii v roce 2024.

## Galerie kreslených vtipů a karikaturních portrétů

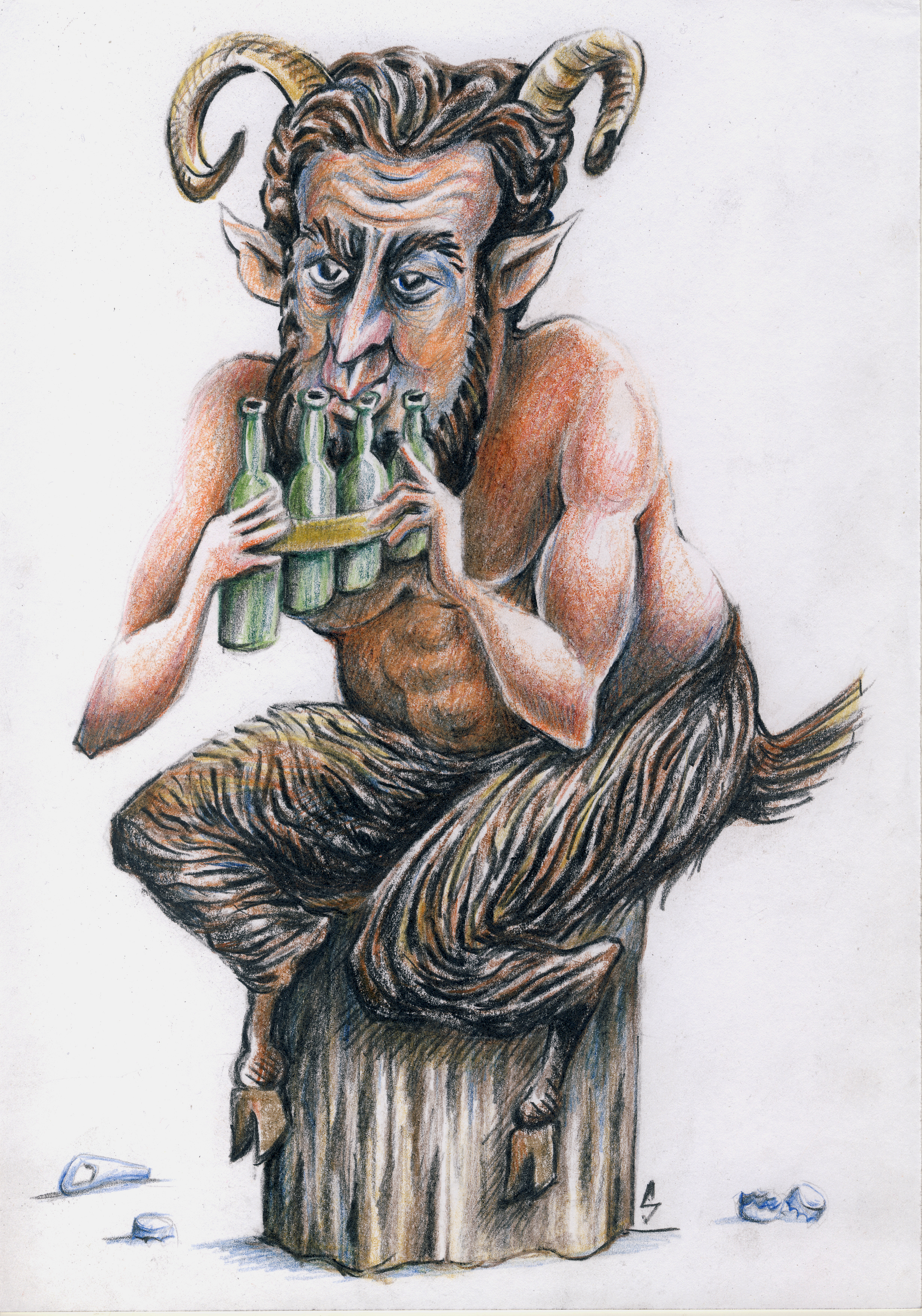
Panova flétna
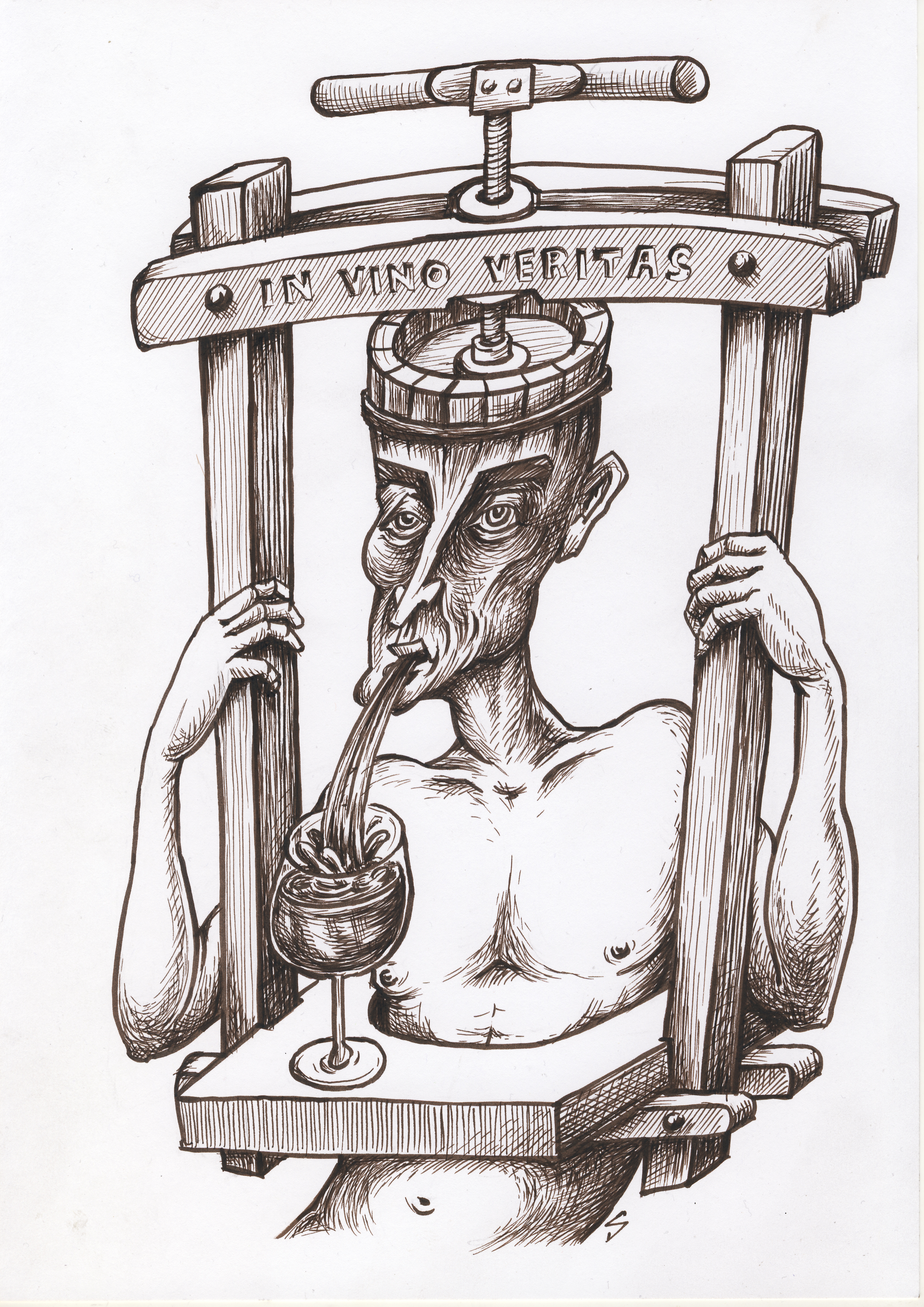
In vino veritas
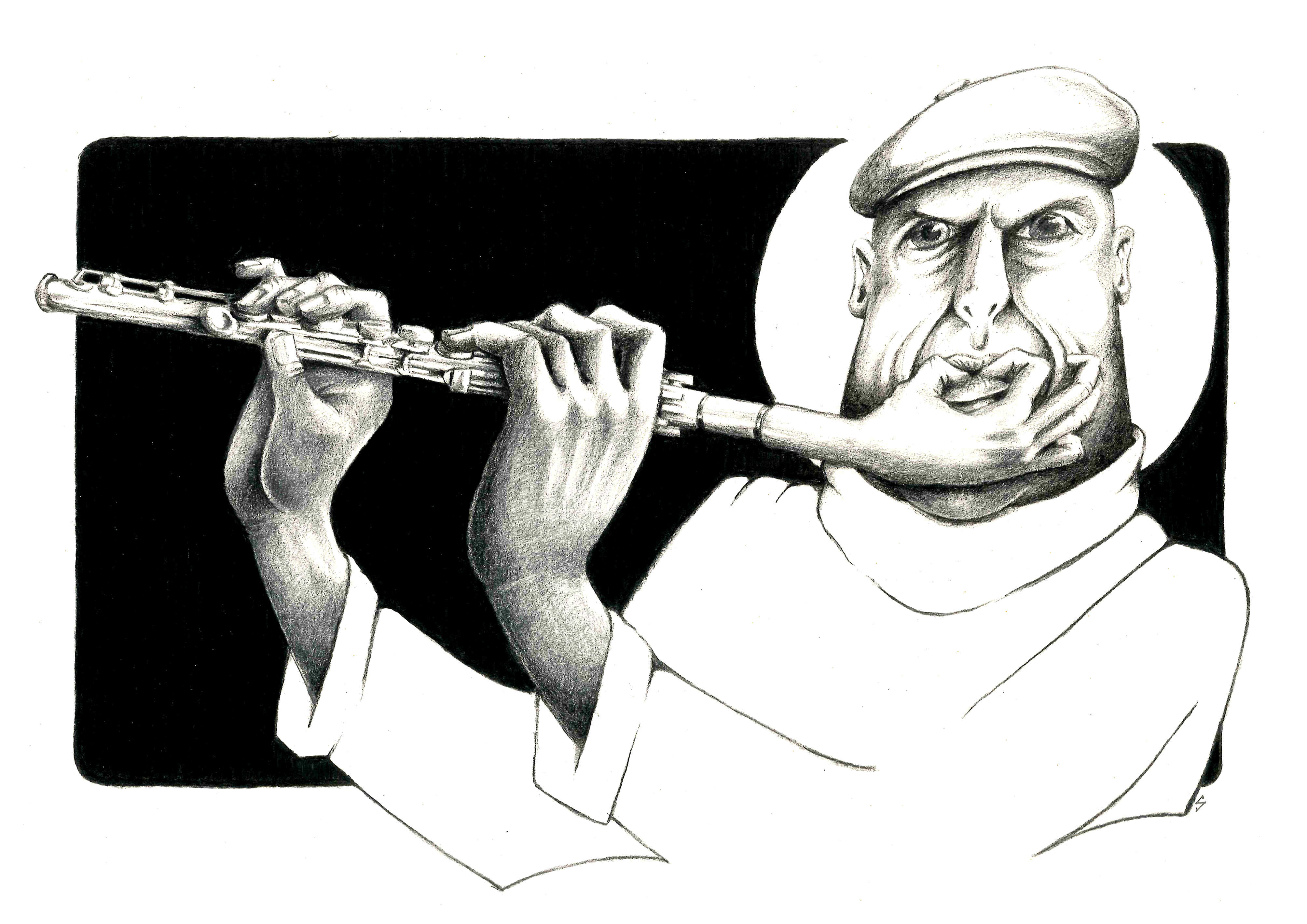
Flétnista
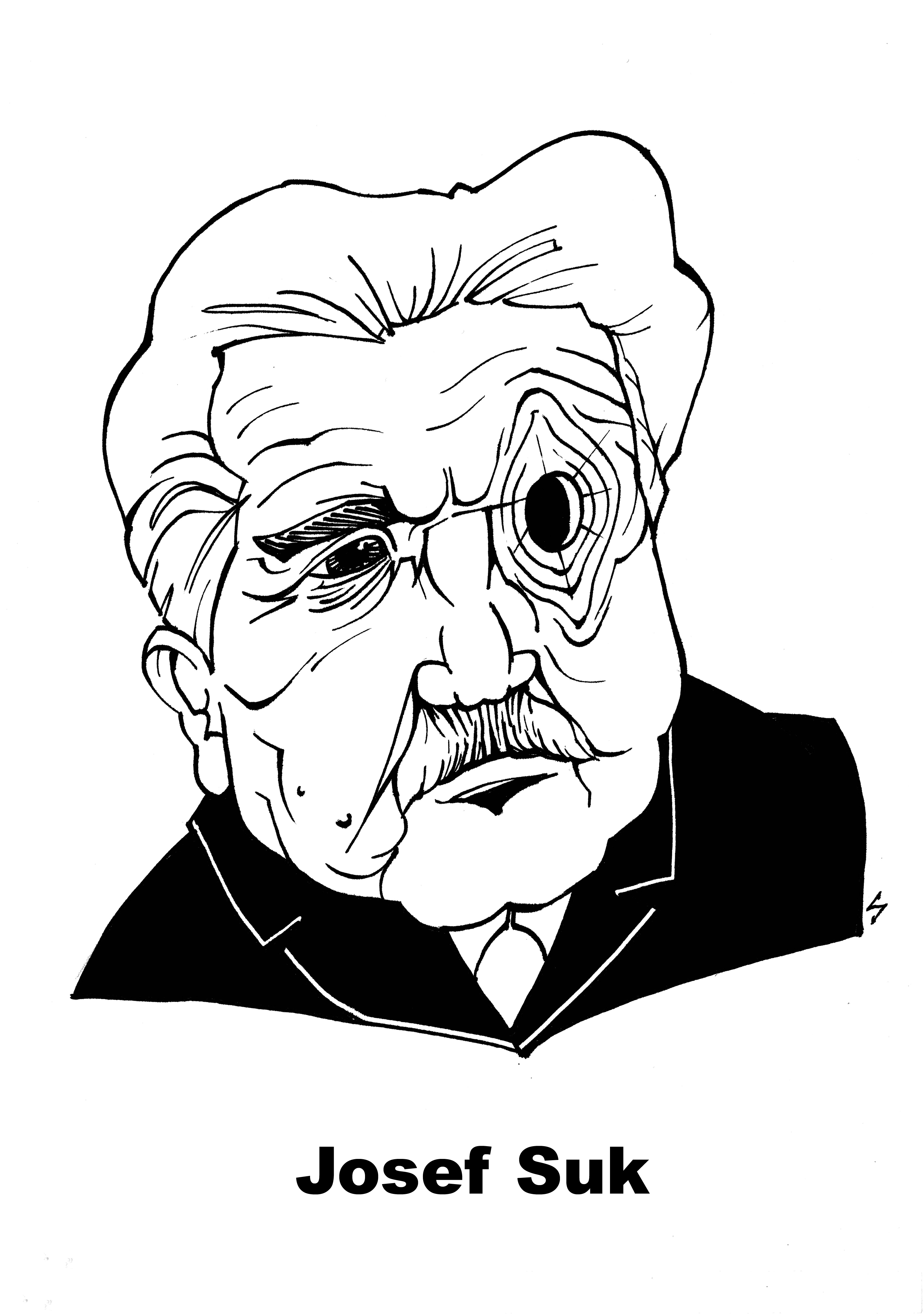
Hudební skladatel Josef Suk

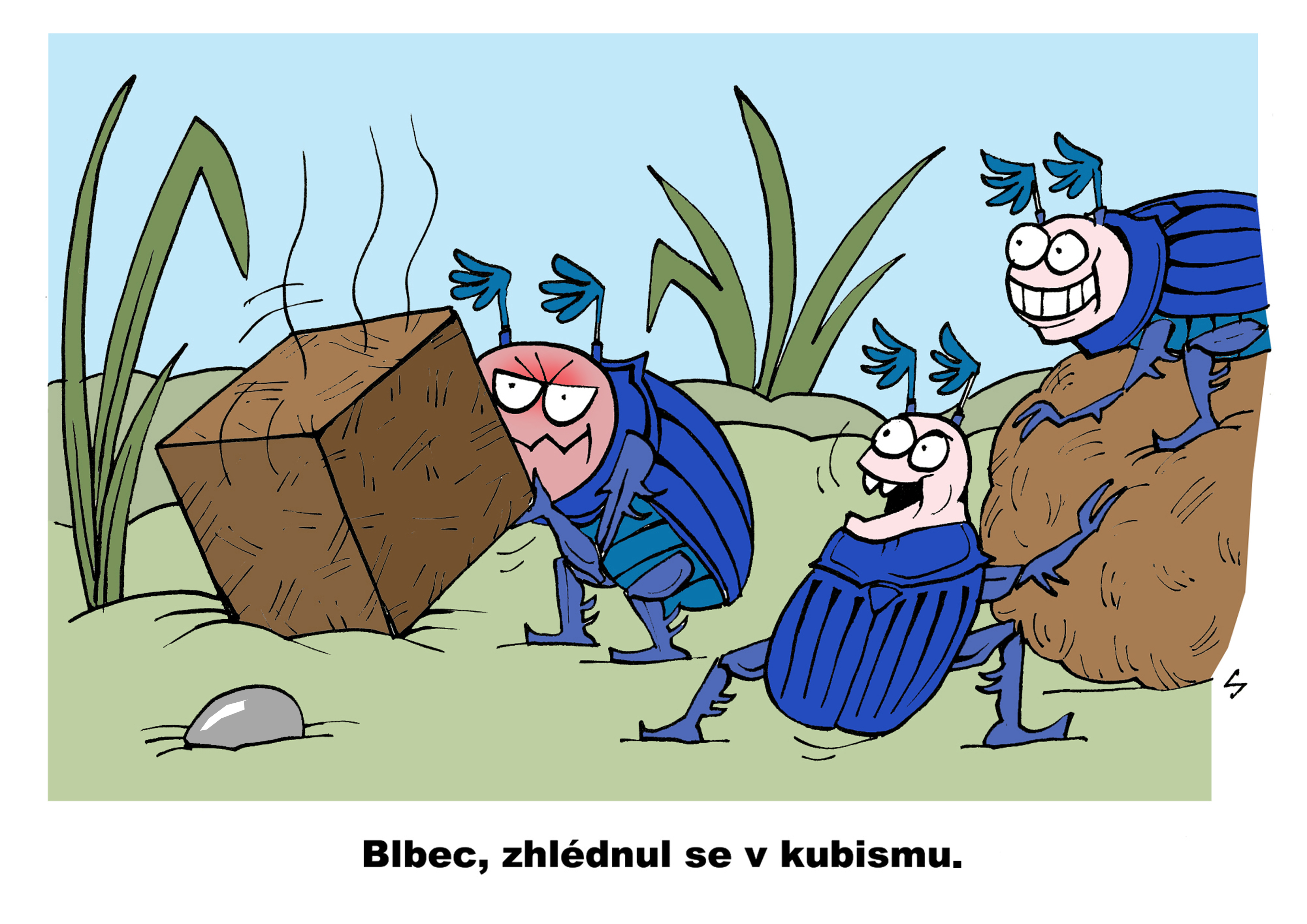
Chrobáci
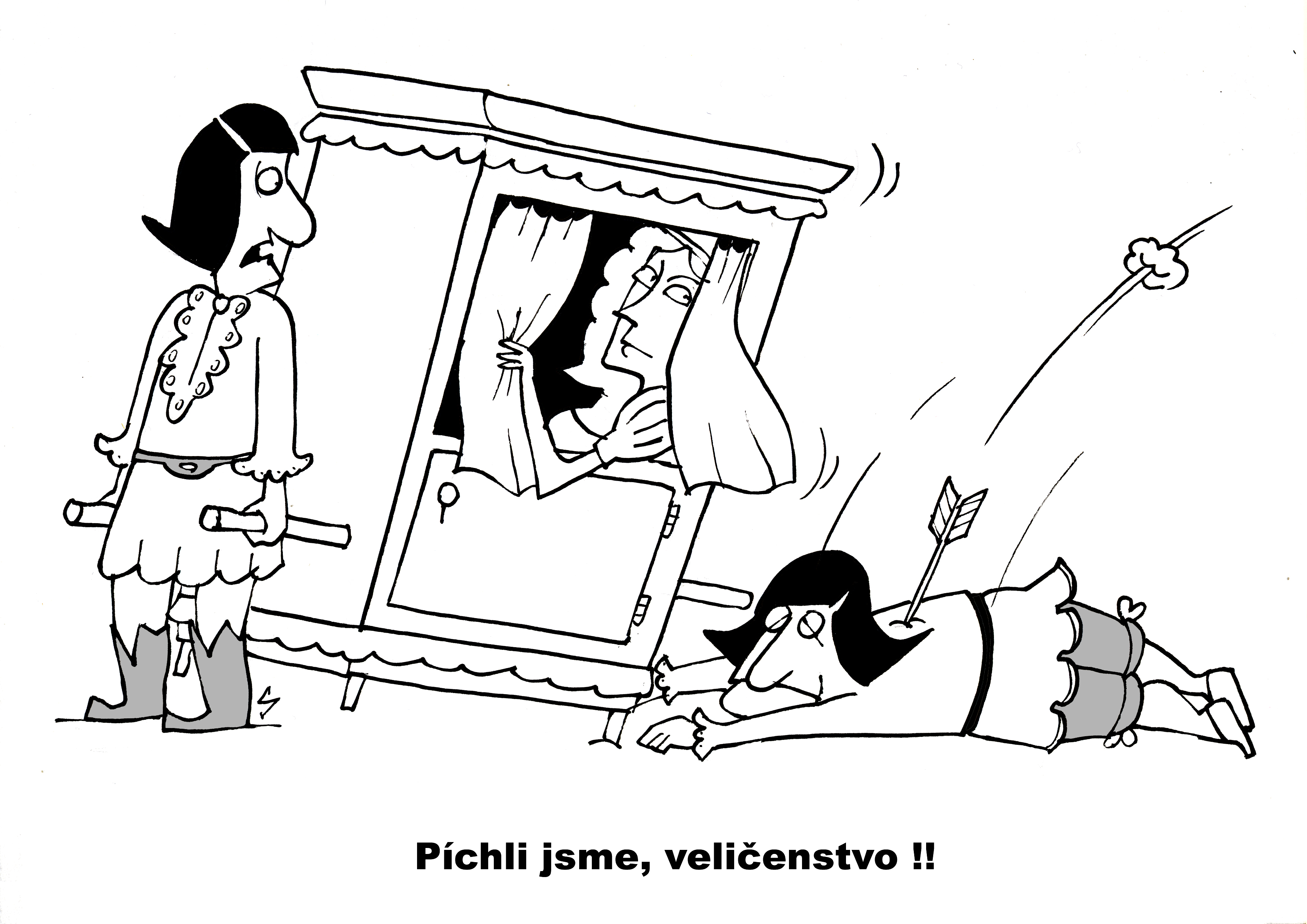
Defekt
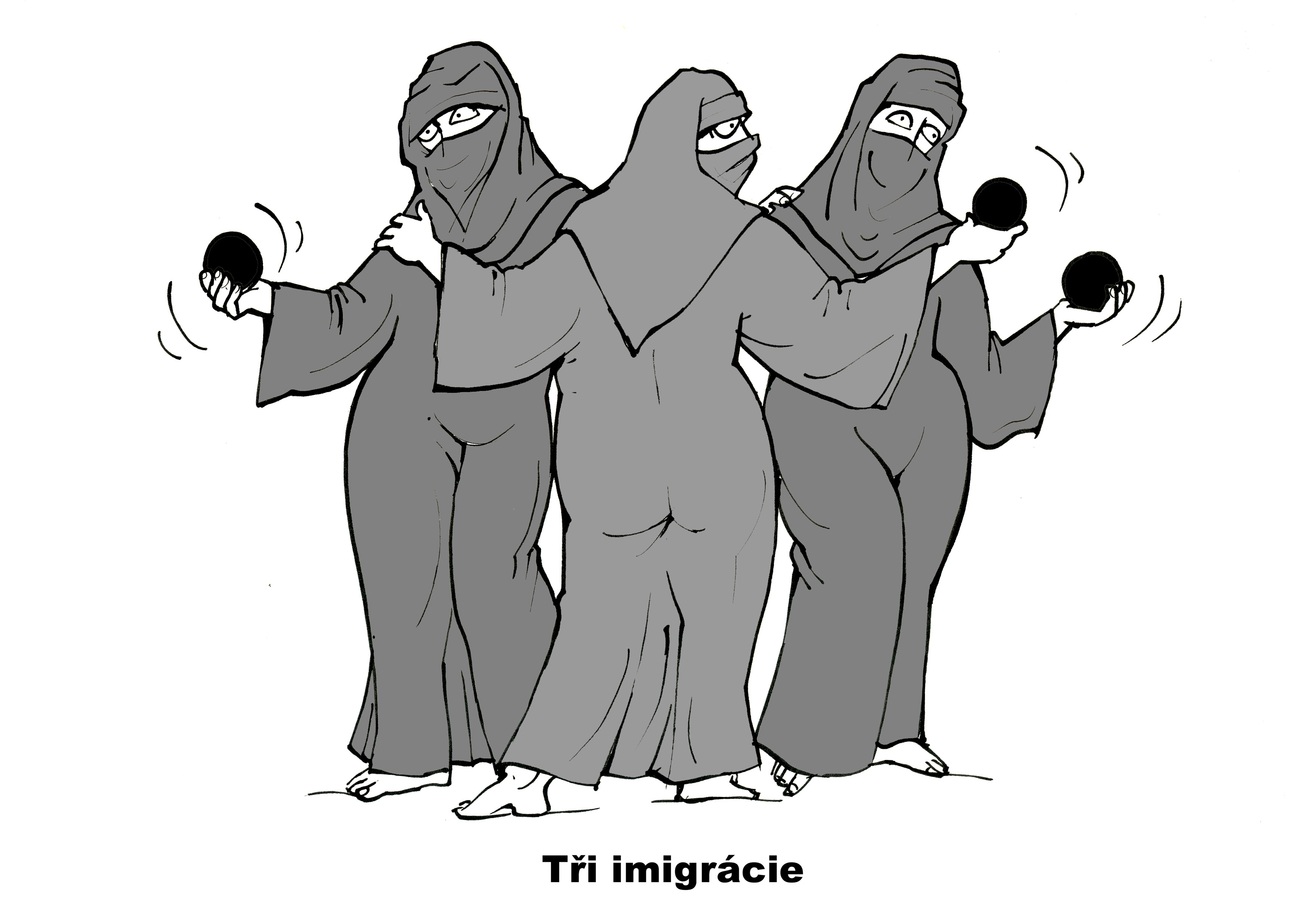
Tři Grácie
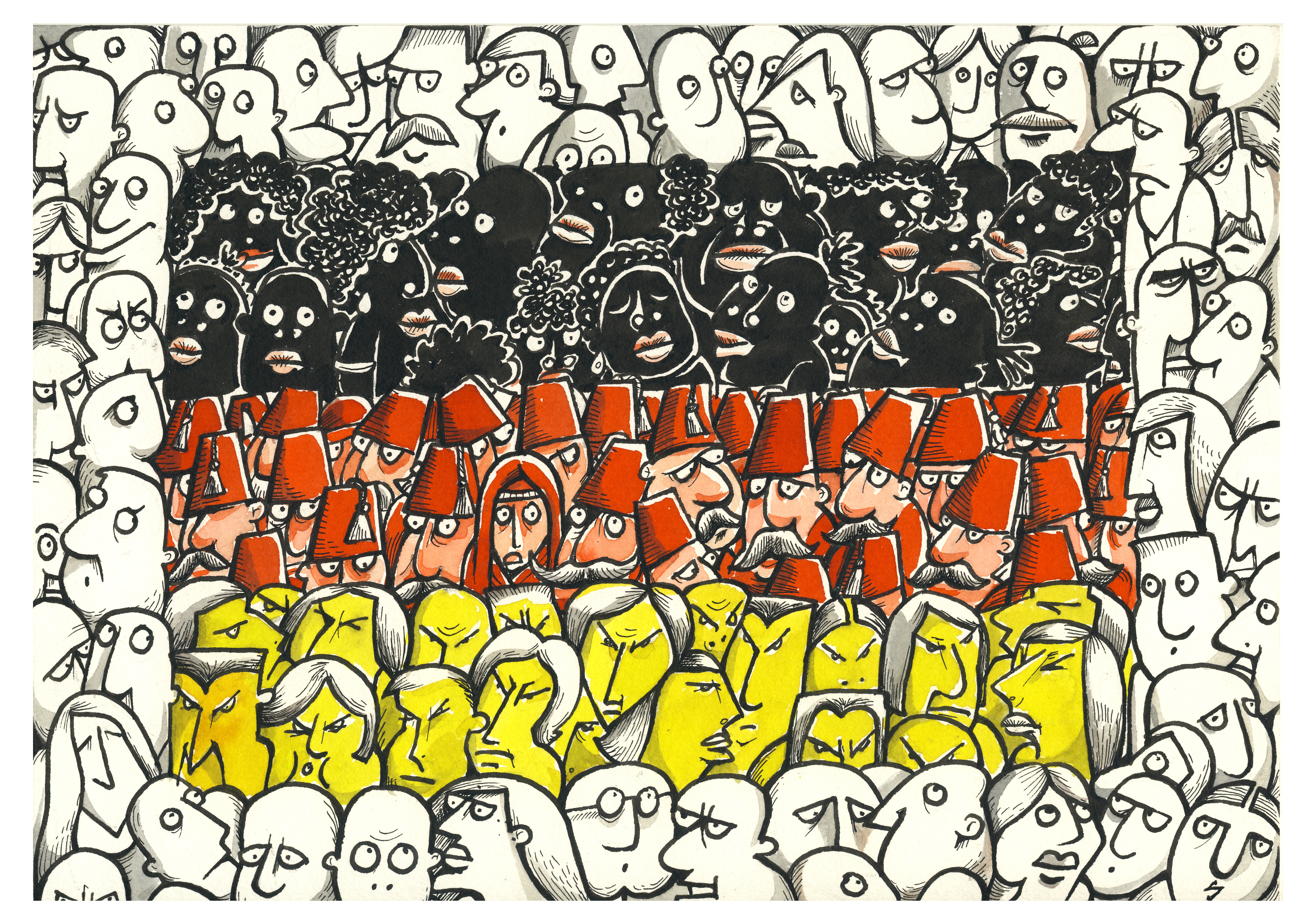
Vlajka

## Ilustrace v knihách
- Vlasta Hašková: Počáteční čtení a výslovnost: vyvození písmen z obrázků s nácvikem správné výslovnosti (Tigris, Zlín 1996)
- Jan Šula: Co na Řípu ještě nevěděli: Kapitoly z českých dějin, 1. díl: Od praotce Čecha k Václavu III. (Oftis, Ústí nad Orlicí 2005)
- Jan Šula: Co na Řípu ještě nevěděli: Kapitoly z českých dějin, 2. díl: Od Václava III. k Ludvíku Jagellonskému (Oftis, Ústí nad Orlicí 2006)
- Jan Šula: Co na Řípu ještě nevěděli: Kapitoly z českých dějin, 3. díl: Od Ludvíka Jagellonského k Josefu II. (Oftis, Ústí nad Orlicí 2007)
- Jan Šula: Co na Řípu ještě nevěděli: Kapitoly z českých dějin, 4. díl: Od Josefa II. k T. G. Masarykovi (Oftis, Ústí nad Orlicí 2008)
- Jan Šula: Letem českým muzikantským světem (Oftis, Ústí nad Orlicí 2010)
- Jan Šula: Střípky ze života světových muzikantů (Oftis, Ústí nad Orlicí 2012)
- Martin Koreček: Pověsti nejen Chrudimské (Oftis, Ústí nad Orlicí 2012).
- Jan Šula: Z palety českých výtvarných umělců (Oftis, Ústí nad Orlicí 2014)
- Bohumil Med: Música é coisa séria... mas nem sempre (portugalsky, Musimed, Brasília 2016)
- Jan Šula: Co na Řípu ještě nevěděli: Kapitoly z českých dějin (Oftis, Ústí nad Orlicí 2017)